# Santiago Rivero
Santiago Rivero Marrero (Arucas, 4 de enero de 1906-Madrid, 5 de agosto de 1982) fue un actor español.

## Biografía
De origen canario, en algunas fuentes figura como nacido en 1902 o en 1917, si bien ya figura como actor en una velada celebrada el 23 de diciembre de 1918 en el Teatro Circo Cuyás de Las Palmas de Gran Canaria, señalando el 4 de enero de 1906 como la fecha de su nacimiento la catedrática Yolanda Arencibia de la Universidad de Las Palmas de Gran Canaria. Prolífico actor, se inició en el teatro y fue becado por el cabildo insular de Gran Canaria para formarse en la Real Escuela Superior de Arte Dramático.
Actor de cine y de doblaje, con papeles en cerca de 200 películas (con numerosas actuaciones en películas del género del spaghetti western), participó también en series de televisión, como Crónicas de un pueblo.

## Filmografía (selección)
En el Anuario español de cinematografía publicado en 1969, figura domiciliado en Madrid en el listado de actores activos con la siguiente filmografía destacada:
- Rebeldes en Canadá
- Dinamita Joe
- La batalla del último Panzer
- El último rey de los incas
- El rey cruel
- Fuerte perdido
- Aventuras del Oeste
- Los cuatreros
- Un lugar llamado Glory
- La caída mortal
- Autopsia de un criminal
- Rattler Kid
- Héroes a la fuerza
- Bienvenido, padre Murray
- Tres hombres buenos
- Armas contra la ley